# Бібліотека «Світогляд»
Бібліотека «Світогляд» Печерського району м. Києва.

## Адреса
01001 м.Київ вул. Станіславського, 3 тлф 229-70-56

## Опис
Площа приміщення бібліотеки — 464 м², книжковий фонд — понад 33,0 тис. примірників. Щорічно обслуговує 6,2 тис. користувачів, кількість відвідувань за рік -40,0 тис., книговидач — 131,0 тис. примірників.

## Історія
Створена на базі двох бібліотек: бібліотеки імені Л.Толстого для дорослих (1947 рік заснування) та бібліотеки імені В.Короленка для дітей (1949 рік заснування). Бібліотека розпочала свою діяльність 1 квітня 2004 року.
Бібліотечне обслуговування: абонемент, читальний зал, дитячий відділ, відділ фондів та каталогів, Інтернет-центр. Робочі місця комп'ютеризовані.